# アルベド地形

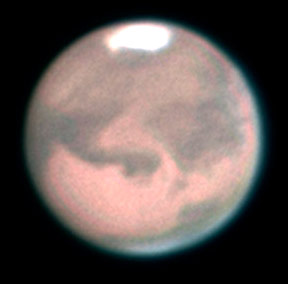
望遠鏡で見た火星。地球からでは地形の詳細を観測することはできない。

アルベド地形（アルベドちけい、英: albedo feature）とは、惑星などの天体表面の地形を表す地質学用語で、実際の起伏による立体的な地形ではなく、天体表面の反射率（アルベド）の違いによって生ずる明暗を分析したものである。

## 概要
アルベド地形は、歴史的には火星や水星に対して、望遠鏡を使った初期の光学的な観測だけで命名されたものである。ガリレオによる月のごく初期の観測による「海」はアルベド地形であり、初期に作られた火星図（例えば、スキアパレッリのいわゆる「火星の運河」やアントニアディのもの）では、アルベド地形のみが定義されていた。これらは、実際に惑星探査機がその天体に到着して、クレーターなどの詳細な地形が判別できるようになるまで用いられた。火星・水星以外の天体においては、アルベド地形は "regio" の名で呼ばれることもある。
初期に観測されたアルベド地形としては、17世紀に発見された火星の大シルチスがある。20世紀後半になってから知られるようになった、「火星の人面岩」は火星のアルベド地形の代表例である。
金星や土星の衛星タイタンのような分厚い大気を持つ天体においては、雲などに阻まれ探査機による軌道上からの光学観測が行えないため、今日でもアルベド地形が用いられている。土星探査機カッシーニのホイヘンス・プローブによってタイタンのアルベド地形が観測されたのは2004年になってからのことである。
現代においては、火星や水星については探査機による高精細画像が利用可能なため、こうした昔のアルベド地形を使った分類は行われなくなっている。しかし、地球からの観測を続けるアマチュア天文家の間では未だ用いられている。
また、未だ探査機が訪れていない天体（例えばニュー・ホライズンズ到着以前の冥王星）においては、最も高精細な画像でもせいぜいアルベド地形が判別できるのみに限られる。こうした画像は、ハッブル宇宙望遠鏡や補償光学を用いた地上の高性能望遠鏡によって得られる。